# Koaxiala cirklar
Koaxiala cirklar är en mängd icke-koncentriska cirklar sådan att alla de ingående cirklarnas medelpunkter ligger på samma linje, "centrallinjen", och att alla godtyckliga cirkelpar ur mängden delar samma radikalaxel. Definitionen kan även skrivas som mängden av alla cirklar som är ortogonala mot två givna cirklar (notera att dessa två cirklar inte ingår i mängden). Den kan också skrivas som en linjärkombination av två givna cirklar, eller en given cirkel och en given linje.
Någon etablerad svensk benämning på dessa cirkelmängder verkar inte finnas, men att benämna dem "cirkelknippen" i analogi med linjeknippe, vilket görs på andra språk (engelska pencil of circles/lines, tyska Kreisbüschel/Geradenbüschel, franska faisceau de cercles/droites), ligger nära till hands.
Mängder av koaxiala cirklar kan delas in i tre typer:
1. "elliptiska": Alla cirklarna (och deras gemensamma radikalaxel) skär varandra i samma två punkter.
2. "paraboliska": Alla cirklarna (och deras gemensamma radikalaxel) tangerar varandra i samma punkt.
3. "hyperboliska": Inga cirklar tangerar eller skär varandra. Så ej heller deras gemensamma radikalaxel.
Alla cirklar i en elliptisk mängd är ortogonala mot alla cirklar i en (och endast en) hyperbolisk mängd (och vice versa), medan alla cirklar i en parabolisk mängd är ortogonala mot alla cirklar i en (och endast en) annan parabolisk mängd.
Vid inversion avbildas en mängd av en viss typ på en mängd av samma typ (om man inberäknar räta linjer som degenererade cirklar och om man på samma sätt inkluderar koncentriska cirklar som gränsfall).
En given cirkel tillsammans med en given linje, som ej går genom cirkelns medelpunkt, definierar ett och endast ett cirkelknippe om linjen betraktas som en radikalaxel till cirkeln. Normalen genom cirkelns medelpunkt till denna radikalaxel är då cirkelknippets centrallinje. Om {\displaystyle L} betecknar skärningspunkten mellan radikalaxeln och centrallinjen, {\displaystyle M} den givna cirkelns medelpunkt och {\displaystyle r} dennas radie är potensen för alla punkter på radikalaxeln konstant {\displaystyle {\Pi }_{L}(C)=|{\overline {LM}}|^{2}-r^{2}}. Alla cirklar som tillhör cirkelknippet uppfyller då:
{\displaystyle {\Pi }_{L}(C)={\Pi }_{L}(C_{x})=|{\overline {LM_{x}}}|^{2}-{r_{x}}^{2}}
där {\displaystyle M_{x}} är medelpunkt i cirkeln {\displaystyle C_{x}} och {\displaystyle r_{x}} denna cirkels radie.

## Cirkelknippen uttryckta som linjärkombinationer
Att ett cirkelknippe kan uttryckas som en linjärkombination av två av de i knippet ingående cirklarna (eller av en given cirkel och en given linje som inte går genom cirkelns medelpunkt) visas nedan,
Givet två icke koncentriska  cirklar ({\displaystyle C_{1}} och {\displaystyle C_{2}}) med givna radier ({\displaystyle r_{1}} respektive {\displaystyle r_{2}}). Skapa sedan ett kartesiskt koordinatsystem sådant att de båda cirklarnas medelpunkter ligger på x-axeln och att y-axeln sammanfaller med cirklarnas radikalaxel
En cirkels ekvation kan skrivas som
{\displaystyle (x-x_{0})^{2}+(y-y_{0})^{2}=r^{2}}
där {\displaystyle r} är cirkelns radie och {\displaystyle (x_{0},y_{0})} är cirkelns medelpunkt. Då i detta koordinatsystem {\displaystyle y_{0}=0} för båda cirklarna fås ur ovanstående_
{\displaystyle x^{2}+2x_{0}x+{x_{0}}^{2}+y^{2}-r^{2}=0}
och om {\displaystyle x_{0}} ersätts med {\displaystyle c} (det vill säga det riktade avståndet från koordinatsystemets origo) och {\displaystyle {x_{0}}^{2}-r^{2}} (som motsvarar potensen för punkten {\displaystyle (0,0)}, det vill säga koordinatsystemets origo relativt de båda cirklarna, vilken är densamma eftersom origo ligger på radikalaxeln) med {\displaystyle p},  fås:
{\displaystyle C_{1}=x^{2}+y^{2}+2\cdot c_{1}\cdot x+p=0} och
{\displaystyle C_{2}=x^{2}+y^{2}+2\cdot c_{2}\cdot x+p=0}
En linjärkombination av de båda cirklarnas ekvationer ges således av (där {\displaystyle \lambda } och {\displaystyle \mu } inte båda är noll):
{\displaystyle \lambda \cdot C_{1}+\mu \cdot C_{2}=}{\displaystyle (\lambda +\mu )\cdot (x^{2}+y^{2})+2\cdot (\lambda \cdot c_{1}+\mu \cdot c_{2})\cdot x+(\lambda +\mu )\cdot p=0}
i det fall att {\displaystyle \lambda +\mu =0} (men {\displaystyle \lambda =-\mu \neq 0}) fås att:
{\displaystyle (\lambda \cdot c_{1}+\mu \cdot c_{2})\cdot x=(\lambda \cdot c_{1}-\lambda \cdot c_{2})\cdot x=\lambda \cdot (c_{1}-c_{2})\cdot x=0}
och då {\displaystyle c_{1}\neq c_{2}} (cirklarna är ju inte koncentriska) fås således att {\displaystyle x=0} och lösningen är därför en linje som sammanfaller med y-axeln, som ju i sin tur är radikalaxel till de båda cirklarna.
Kalla nu radikalaxeln {\displaystyle R} och inför {\displaystyle {\mu }'=-1/\mu } och {\displaystyle {\lambda }'=\lambda /\mu }, då är:
{\displaystyle \lambda \cdot C_{1}+\mu \cdot C_{2}=R\Leftrightarrow {\lambda }'\cdot C_{1}+{\mu }'\cdot R=C_{2}}
Således är cirkeln {\displaystyle C_{2}} en linjärkombination av en cirkel i cirkelknippet och cirkelknippets radikallinje, och eftersom {\displaystyle C_{2}} är en godtycklig cirkel som delar radikallinje med {\displaystyle C_{1}}, så kan alltså alla cirklar som delar radikallinje med {\displaystyle C_{1}} skrivas som linjärkombinationer av {\displaystyle C_{1}} och {\displaystyle R} och därmed även av {\displaystyle C_{1}} och {\displaystyle C_{2}}.